# たぬき (麺類)

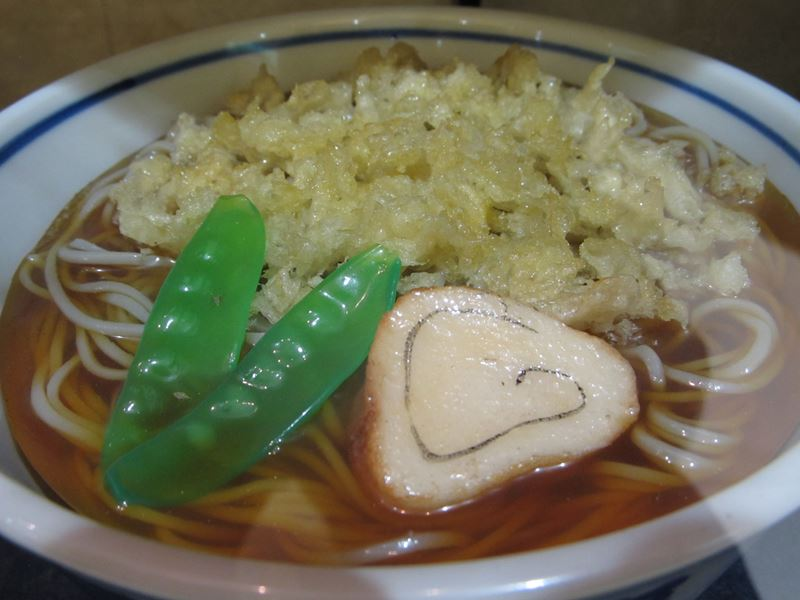
東日本暖簾わけ店のたぬきそば（食品サンプル）

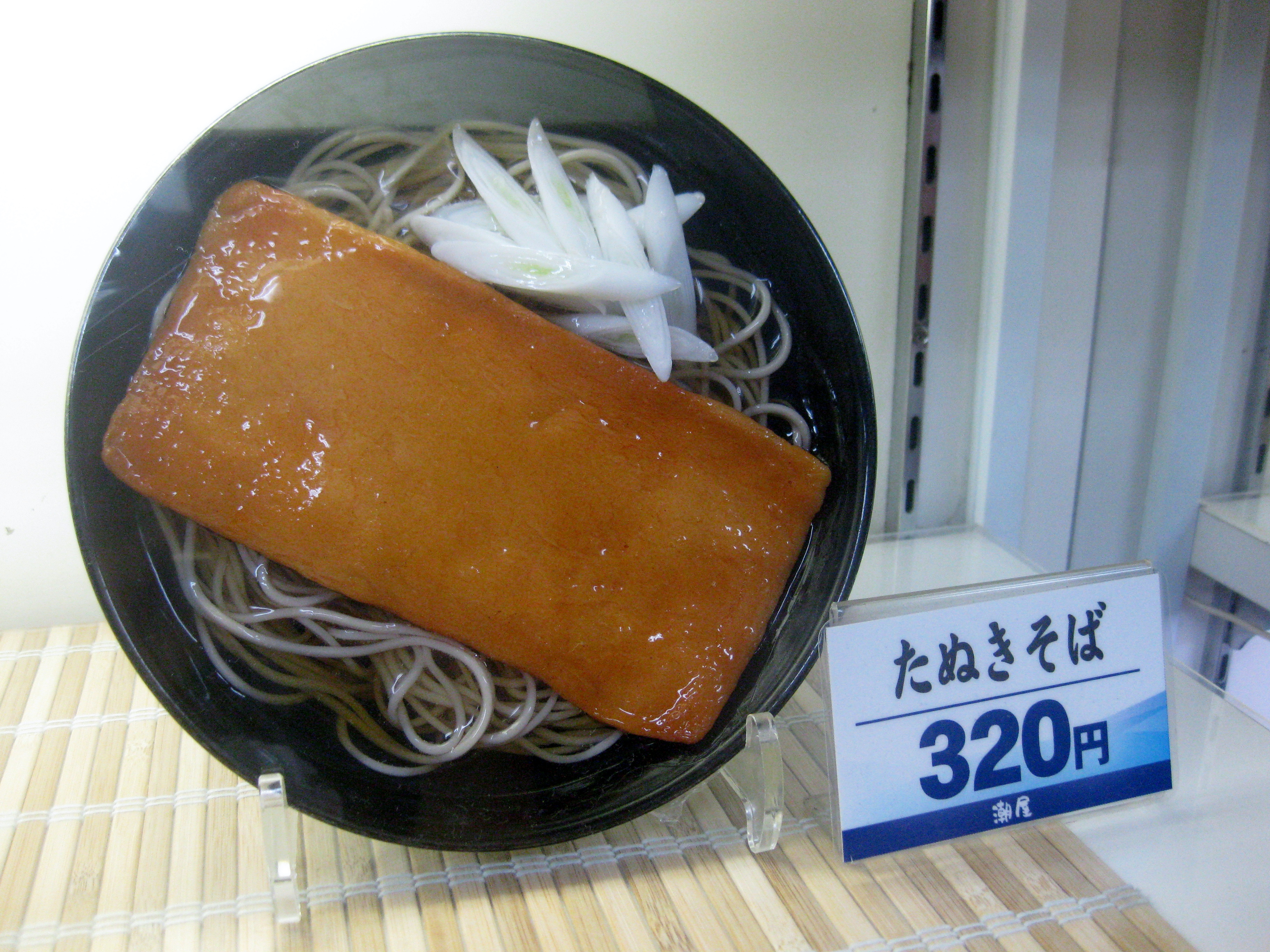
大阪の立ち食いそば屋のたぬきそば（食品サンプル）

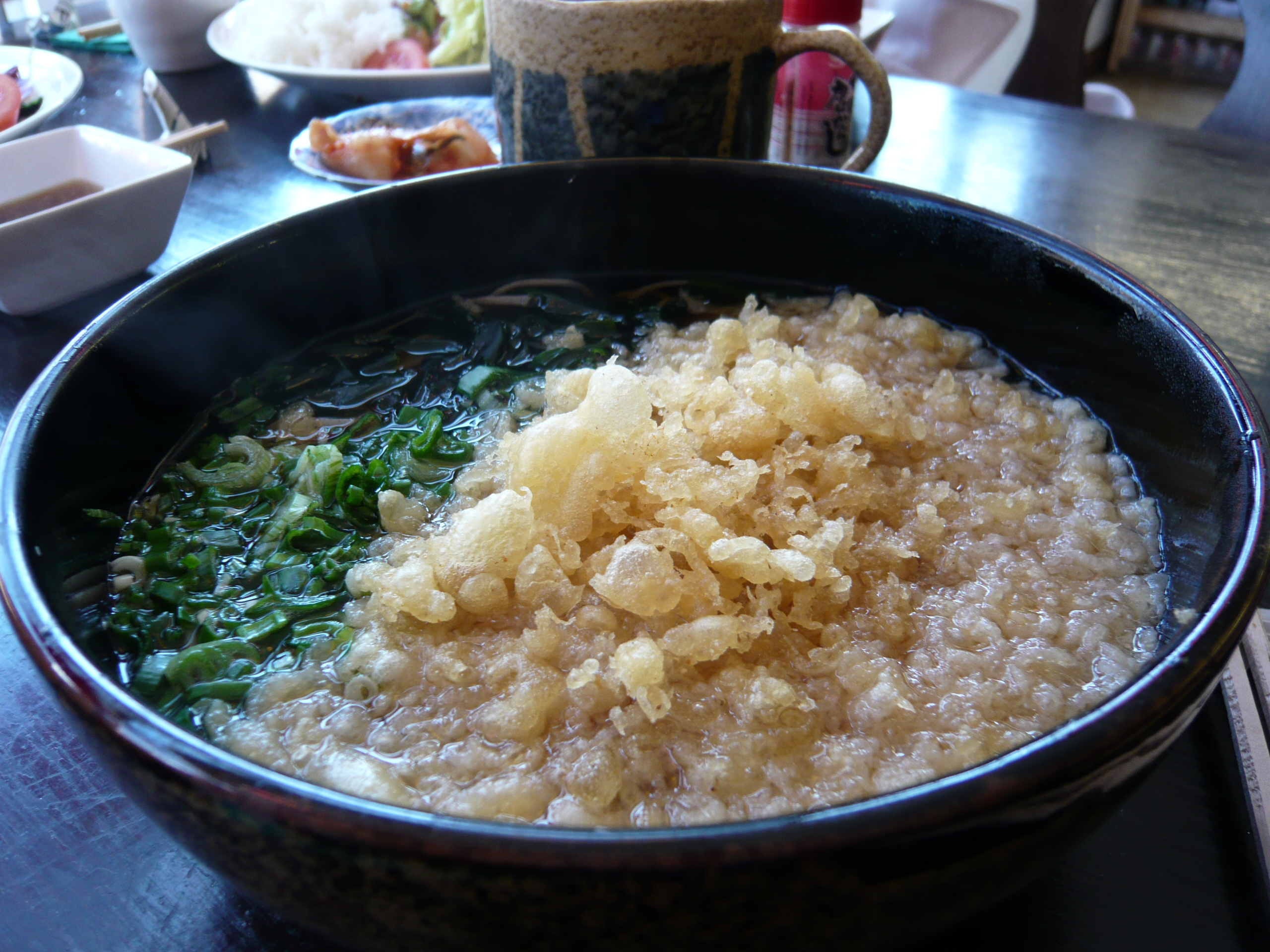
イギリス・ブライトンのたぬきそば

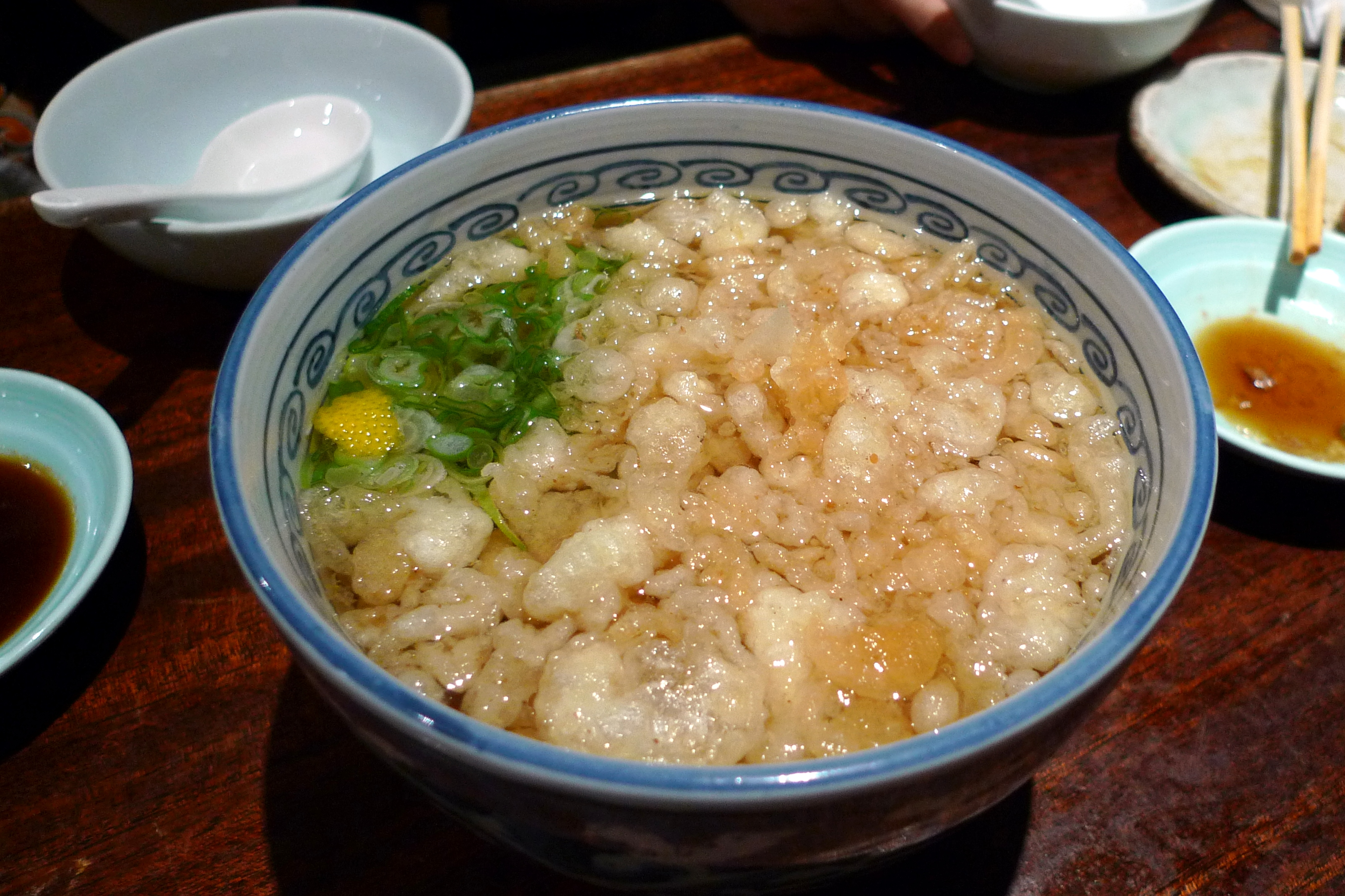
イギリス・ロンドンのたぬきうどん

たぬきそば（狸蕎麦）・たぬきうどん（狸饂飩）は、蕎麦やうどん料理の一種である。地方によって呼称や調理法が異なる（#各地方の特徴にて詳述）。ネギや鳴門巻きなどを入れる場合もある。これを冷やしたものは「冷やし たぬきそば・冷やし たぬきうどん」と呼ぶ。

## 歴史
大正時代、東京で揚げ玉を無料で出していたところ人気となり、東京では後に有料となったことから地域差が生まれた。戦時中にはパーッと広がる様子から「バクダン」とも呼ばれた。
古川ロッパは、エッセイ「うどんのお化け」で、たぬきうどんについて以下のように述べている。

## 語源
語源には諸説ある。蕎麦や饂飩の「たぬき」が表す料理は地方によって異なる料理を示す事もあり、それぞれ異なる説もある。
- 天かすを入れたものをたぬきと称する事に関する説
  - タネ抜きの転訛であるとする説

天ぷらの「タネ」を入れない（タネを抜いた）揚げ物の「タネヌキ」であり[6]、そば屋で「ぬき」を頼むと天ぷらそばのそば抜き（そばつゆに天ぷらだけが入っている）が出てくるのと同様で、「タネ抜き」を語源に「たぬき」とした説[7][8][9][10]。
  - きつねそば・きつねうどんに比べてかけ汁の色合いが濃く濃厚な味付けであることに由来するとみる説[8][10][11]。
  - 世田谷区砧（キヌタ）家で始めたキヌタソバがその始まりだという説[12]があり、「きぬた」を逆さに読んだ。
  - 天かすの印象が腹を膨らませた「たぬき」の様子を連想させることに由来するという説[2]。
- 油揚げを入れたそばの語源に関する説
  - うどんの麺の白に対して、そばの麺の黒を「たぬき」に例えたとする説[13]。
  - 関西においては、そばよりうどんが一般的に好まれているとされる事を元にして「うどんからそばに化けた」事から「たぬき」と呼ばれるようになったという説[13]。
  - 関東において、江戸後期のある店でイカのかき揚げの衣に対して具が小さいものが出され、それがたぬきに化かされた感じがすることから「たぬき」と呼ばれるようになったという説[14]

## 各地方の特徴
地方によって名称や特徴が異なり、下記に記述する。

### 北海道
過去に北海道ではかき揚げをのせたものをたぬきと称すると書かれた文献もあるが、昭和の時代から北海道でもたぬきそばは天かすを入れたそばであり、かき揚げを乗せたそばはかき揚げそばと称するのが一般的である。

### 東日本
東日本において、「たぬき」は一般には揚げ玉（天かす）をのせたものを指し、たぬきそば・たぬきうどんは、かけよりも価格は高く設定されていることが多い。蕎麦屋によっては、揚げ玉を「たぬき」として売っているところがある。

### 石川
たぬきうどんは、揚げ玉入りのうどんであるが、金沢市では京都と同じたぬきうどんを出す店もある。

### 京都
京都では刻んだ油揚げの上から葛餡を掛けたうどんを「たぬき」と呼ぶ。大阪で一般的にいわれる「たぬき」とは異なるため、単に「たぬき」とだけ注文された場合には店側がうどんのものかそばのものか念を押すことがあるとされる。
「京風うどん」を提供する全国丼ぶりチェーン店『なか卯』の天かす・揚げ玉入りうどんは「はいからうどん」が商品名。

### 大阪
大阪では油揚げを乗せた「そば」を「たぬき」と呼ぶ。油揚げは甘辛く味付けしたものである（当地のきつねの台を蕎麦にしたものが「たぬき」）。大阪周辺の立ち食いうどん店などでは天かす（関東では揚げ玉）は無料で提供されている事がある。

### 中四国・九州北部
この地域では「ハイカラうどん」という名で売り出している店もある。なお、「はいから」はいわゆる「きつねうどん」の別称でもある。
|          | 関西以外                                                          | 関西 |
| -------- | ----------------------------------------------------------------- | --- |
| きつね   | - 油揚げの甘煮をのせたそば又はうどん （きつねうどん、きつねそば） | - 油揚げの甘煮をのせたうどん（けつね、しのだ）                                                          |
| たぬき   | - 揚げ玉をのせたそば又はうどん （たぬきうどん、たぬきそば）       | - 京都：刻んだ油揚げと青ねぎをあんかけにしたうどん又はそば - 大阪：油揚げの甘煮またはキザミをのせたそば |
| ハイカラ |                                                                   | - 揚げ玉をのせたうどん又はそば                                                                          |
| きざみ   |                                                                   | - 刻んだ油揚げをのせたうどん又はそば                                                                    |

## 即席めん
- 大黒食品工業の「たぬきうどん」は揚げ玉入りである[23]。また、「たぬきそば」はのり天入りである。
- エースコックの「京都たぬきうどん」は「餡かけ」のうどんである。
- 東洋水産の「マルちゃん緑のたぬき天そば」は、小エビの天ぷら（揚げ玉及び天かすと小エビで作ったかき揚げ）入りの蕎麦である。